# 亚尔马·沙赫特
亚尔马·霍勒斯·格里利·沙赫特博士（德語：Hjalmar Horace Greeley Schacht，發音：[ˈjalmaʁ ˈʃaxt]；1877年1月22日—1970年6月3日），德国经济学家、银行家、自由主义政治家，德国民主党的联合创始人。

## 生平
沙赫特出生于德意志帝國普魯士廷格莱夫（今丹麦Tinglev），父亲是威廉·莱昂哈德·路德维希·马克西米利安·沙赫特（William Leonhard Ludwig Maximillian Schacht），母亲是丹麦人康斯坦泽·尤斯蒂娜·索菲·冯·埃格斯女男爵（Baroness Constanze Justine Sophie von Eggers）。其名称中的“霍勒斯·格里利”是为了纪念美国政治家、出版商霍勒斯·格里利。
在魏玛共和国时期，亚尔马·沙赫特担任货币局长和德国央行行长，在解决战后德国糟糕的财政经济状况时发挥巨大作用，对一战后德国的赔款义务抱持猛烈批评之态度。他擔任帝國經濟部長後，於1934年9月提出了使德國實現經濟自給自足的「新計畫」。他與南美洲和東南歐國家談判了幾項貿易協定，根據這些協定，德國用德國馬克購買原料，這使德國的外匯赤字不會進一步惡化，而能處理已經累積的外匯赤字。
他后来成为了希特勒和纳粹党的支持者，在希特勒政府中担任央行行长和经济部长。在此期间，他帮助希特勒实现了经济复兴、再工业化和重新武装的政策。1939年，他因与希特勒和其他纳粹高层人物在军备问题上产生的分歧而失势，1943年从政府中离开，因此在二战中并未扮演任何角色。
他参加了德国抵抗希特勒运动并成为其外围成员，在1944年7月20日密谋后被监禁于集中营，纳粹德国灭亡前几天，他作为连坐犯被转移到南蒂罗尔阿尔卑斯山上的要塞中。战后，他在纽伦堡受审，但被宣告无罪。
1953年，他在杜塞爾多夫创办了自己的银行，为发展中国家的经济发展提供建议。

## 扩展阅读
- Liaquat Ahamed Ahamed, Liaquat. Lords of Finance: The Bankers Who Broke the World《金融之王：毁了世界的银行家》, Penguin Books, 2009 ISBN 978-1-59420-182-0
- John Weitz Weitz, John. Hitler's Banker: Hjalmar Horace Greeley Schacht. Boston: Little, Brown and Co. 1997. ISBN 0-316-92916-6.